# Guido Reni

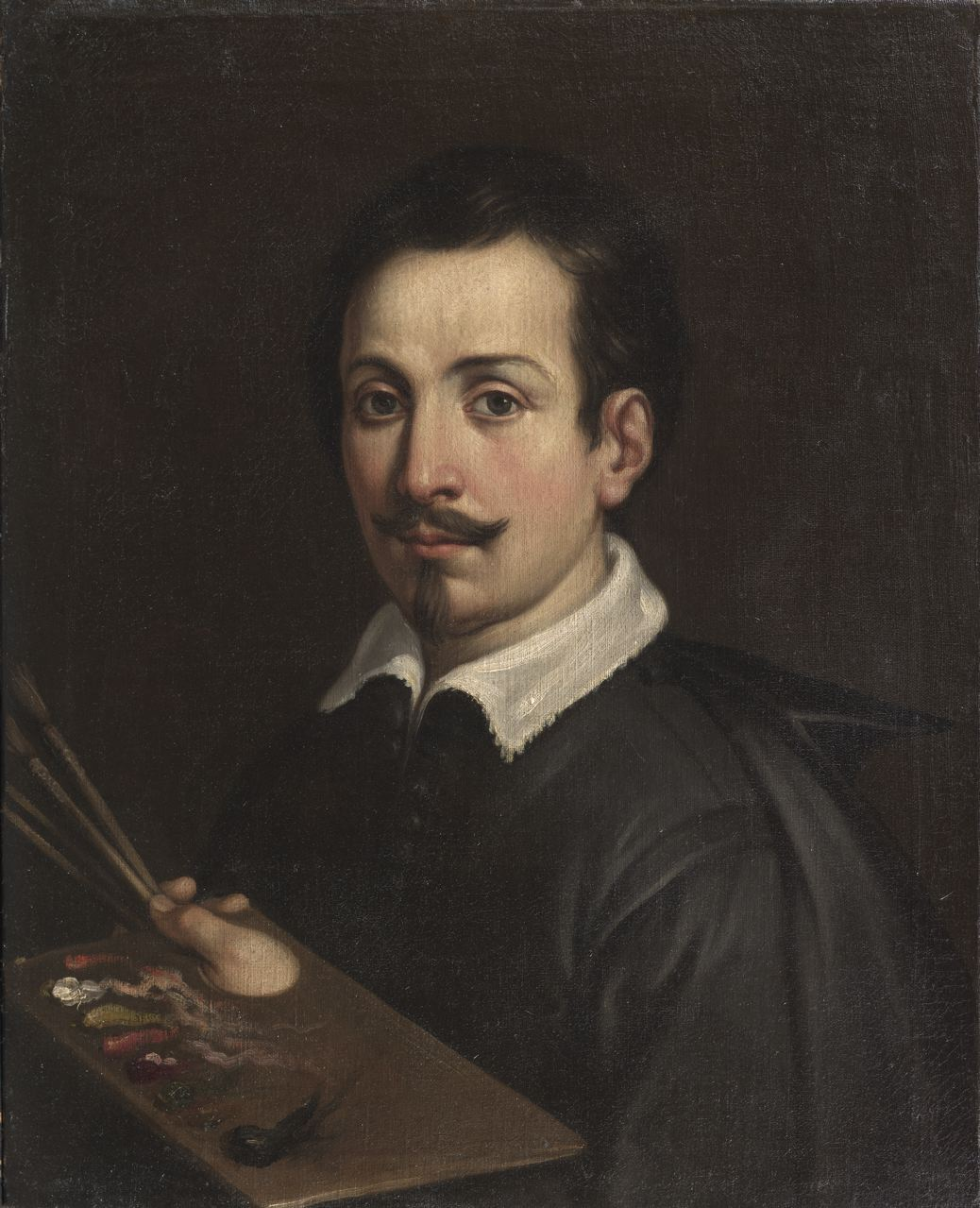
Auto-retrato, cerca de 1602.

Guido Reni (Bolonha, 4 de novembro de 1575 – Bolonha, 18 de agosto de 1642) foi um proeminente pintor do Barroco italiano.
Formado inicialmente em música pelo pai, Daniele Reni, musicista a serviço da Signoria de Bolonha, Guido estuda pintura de 1584 a 1593 no ateliê do pintor flamengo Denis Calvaert, já então há muito instalado em Bolonha. Entre seus condiscípulos estão Francesco Albani e Domenichino.

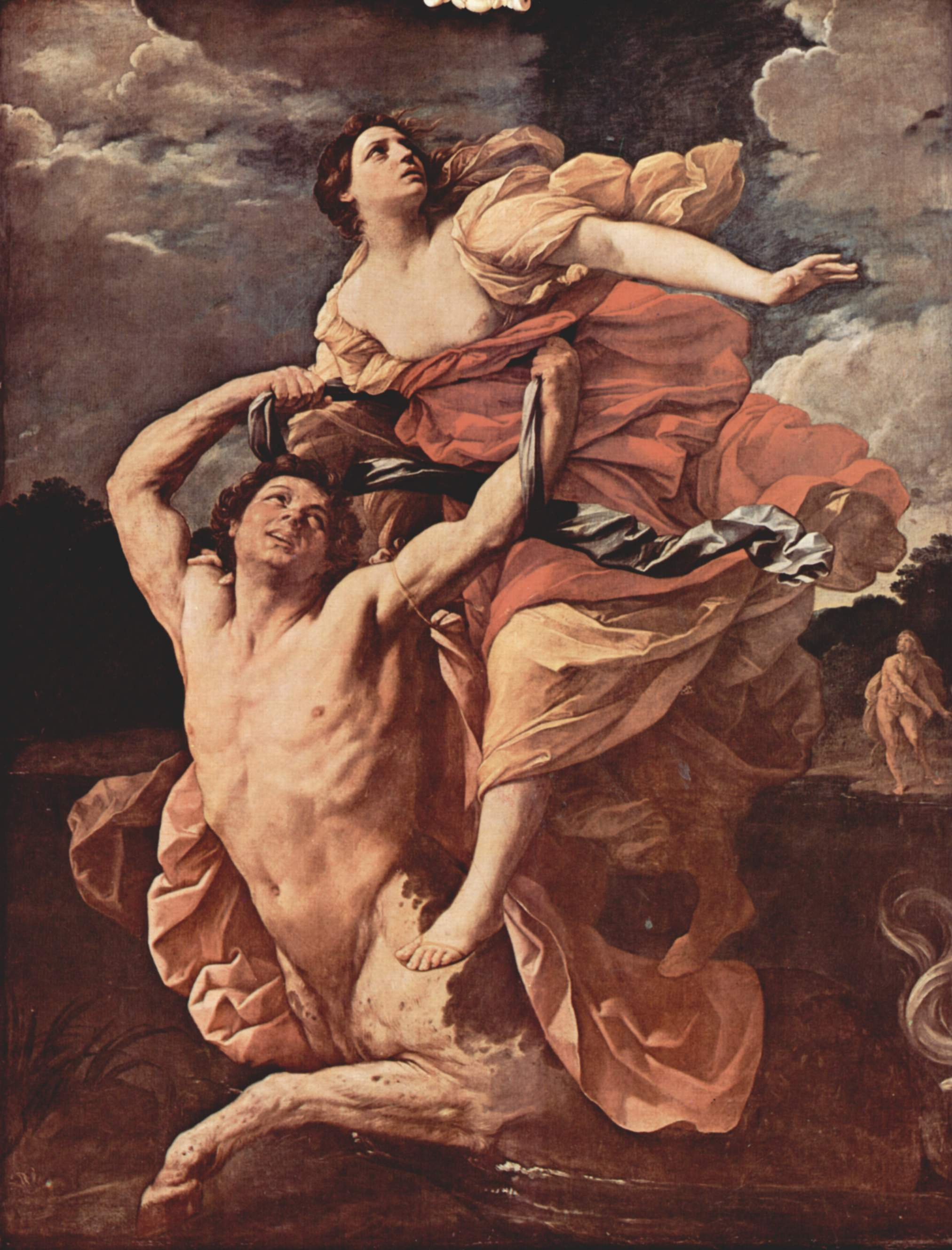
O Rapto de Djanira (1620-1621)

Neste período, dedica-se intensamente ao estudo das gravuras de Dürer e das pinturas de Rafael. Por volta de 1595, adere à Accademia del Naturale (a futura Accademia degli Incamminati), que os irmãos Carracci (Annibale e Agostino Carracci), juntamente com seu primo, Lodovico tinham aberto em 1582, evidentemente atraído pelas novidades antimaneiristas dos Carracci. É deste período suas primeiras experiências pictóricas a partir de modelos de Annibale e de Rafael, do qual copia varias vezes o Êxtase de Santa Cecília, hoje na Pinacoteca Nacional de Bolonha.
Em 1600, encontra-se ainda em Bolonha, embora possa já ter realizado uma primeira viagem a Roma, e em 1602 é documentado em Roma, onde permanecerá intermitentemente até 1614, malgrado constantes deslocamentos a Bolonha e a outras cidades. Entre 1608 e 1609, realiza os afrescos da Igreja de São Gregório Magno e em 1613 levou a cabo sua obra mais conhecida, o afresco Apolo e as Horas, Precedidos pela Aurora, no teto do pavilhão de descanso, no jardim do palácio Rospigliosi, em Roma. Seu retorno definitivo à cidade natal, em 1614, abre um novo período de mais de um quarto de século de intensa atividade que garante ao artista um prestígio sem comparação na Bolonha do Seiscentos.
A fortuna crítica de Reni, uma das mais instáveis na história da arte, oscila diretamente em razão do prestígio da própria noção de classicismo, embora curiosamente a pintura deste paladino da forma clássica - cultuado pelos clássicos, de Poussin a Goethe e a Ingres, pelos viajantes do "Grand Tour" e pelo mercado - tenha tendido ao final da vida para uma poética da mancha que prenunciava claramente o tardio Setecentos francês de Fragonard.